# Мартін Шонгауер
Мартін Шонгауер (нім. Martin Schongauer, близько 1435,  Кольмар — 2 лютого 1491, Брейзах, Баден) — німецький художник 2-ї половини XV століття. Малював релігійні картини, портрети. Відоміший як гравер, що створив більше сотні офортів.

## Маловідомі німецькі майстри
Бурхлива і сповнена воєн історія Західної Європи позбавила нас багатьох свідчень про життя і творчість майже всіх німецьких майстрів. Не біографії, а якийсь пунктир, уривки відомі про життя Матіаса Грюневальда, Штефана Лохнера, Мартина Шонгауера, вчителя Дюрера — Міхаеля Вольгемута.

## Дюрер і Шонгауер
Шонгауер — старший за віком сучасник Дюрера. Їхні долі ніде не перетинались. Але молодий і допитливий Дюрер десь бачив офорти Шонгауера і забажав побачити самого майстра. Швидкий рух у новин, але не всі новини доходять до того, кому вони потрібні. От і наполегливий Дюрер дістався міста, де жив Шонгауер. Тільки там йому і розповіли, що майстер помер. Але вказали на оселю, де мешкали живі брати померлого. Дюрер дістався оселі, знайшов братів і розповів про себе. Вони повірили настирному подорожньому. І Дюрер мав щасливу змогу бачити справжні дошки померлого майстра, з яких друкували гравюри, гравюри, що спонукали Альбрехта їхати далеко за обрій. Паломники їхали в Рим, щоби припасти до реліквій, аби врятувати душу чи вилікувати хворе тіло. Дюрер їхав припасти до мистецьких реліквій, аби розширити обрії свого пізнання і стати майстром, не гіршим за попередніх.

## Маловідома біографія
Батька звали Каспар і він працював ювеліром в місті Аугсбург. Дехто з дослідників вважає, що саме батько навчив  Мартіна ювелірному мистецтву. Спочатку юний художник опанував різьблення на металі, а згодом перейшов на мідь і став виготовляти гравюри. Родина перебралася у Кольмар приблизно у 1445 р. Окрім Мартіна, в родині були сини Людвиг, Каспар та Пауль. 
Це Ельзас, прикордонна територія і для Німеччини, і для Франції. Ельзас декілька разів завойовували то Німеччина, то Франція. У XX столітті Ельзас віддали у склад Франції.
Сам Мартин більшу частину життя працював у Кольмарі. Завдяки йому в місті виникла своя школа граверів. Лише у 1488 році він перебрався в Брейзах. Це — все, що відомо.

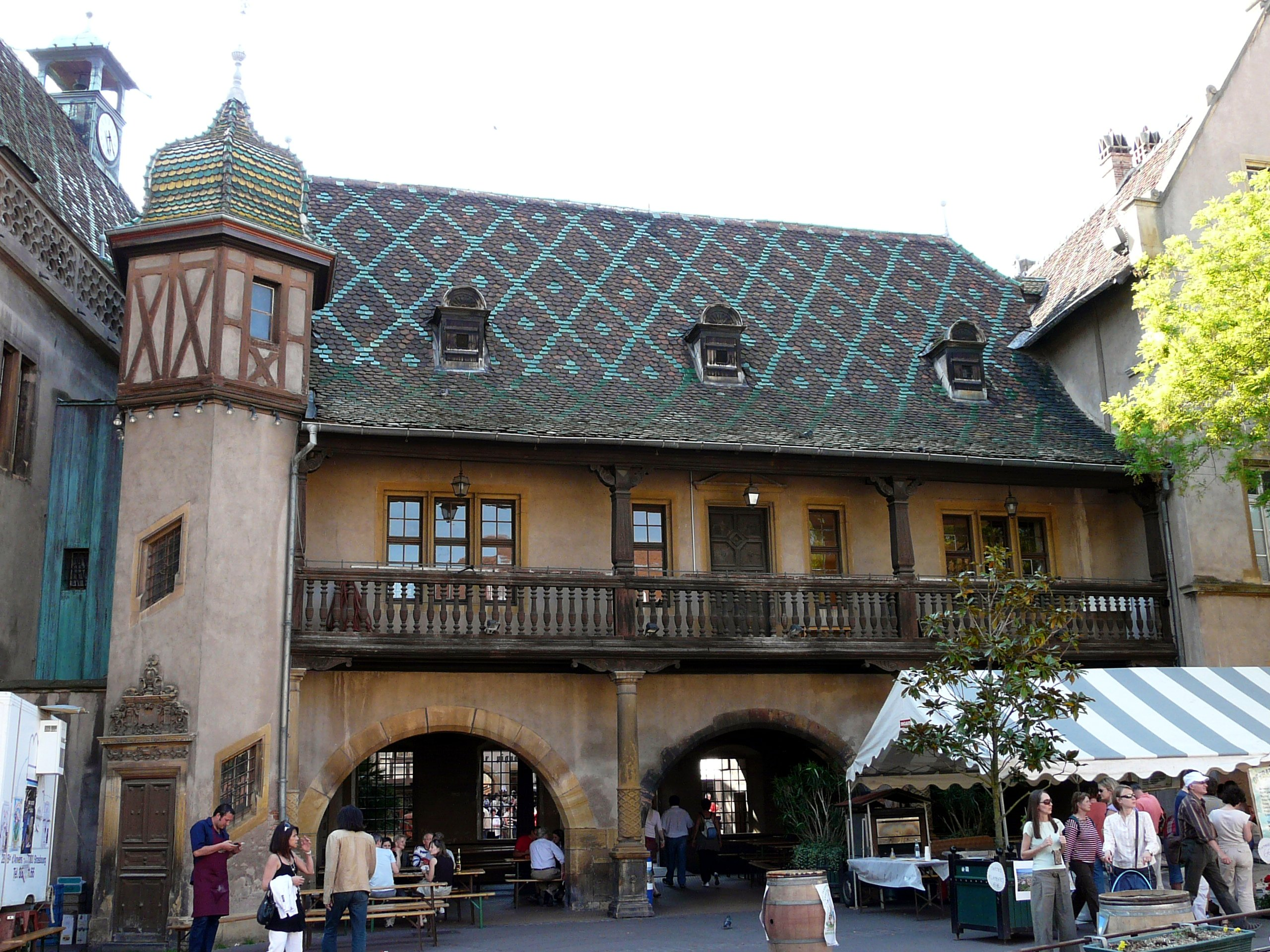
Стара забудова в Кольмарі
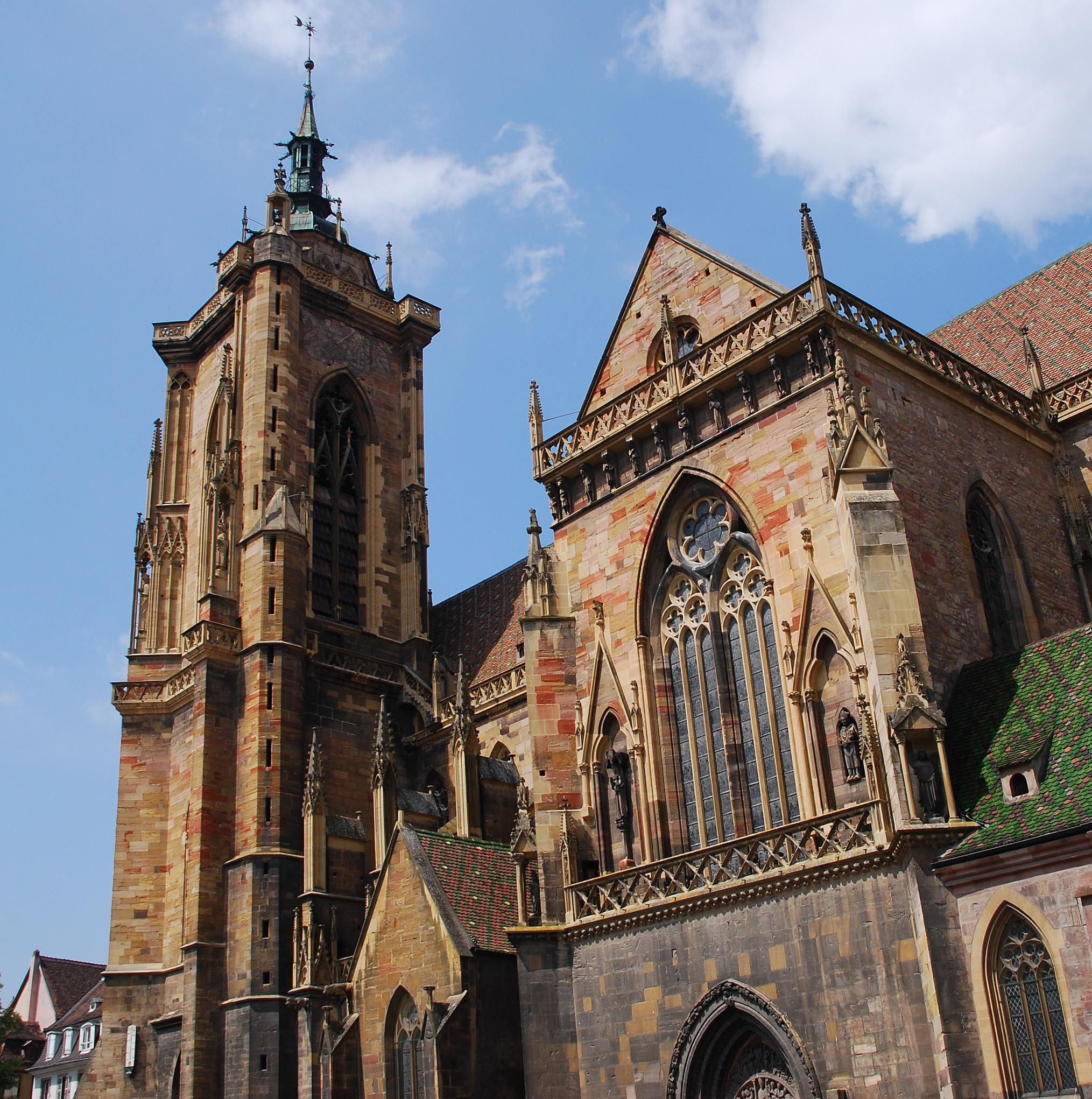
місто Кольмар, церква Св.Мартина
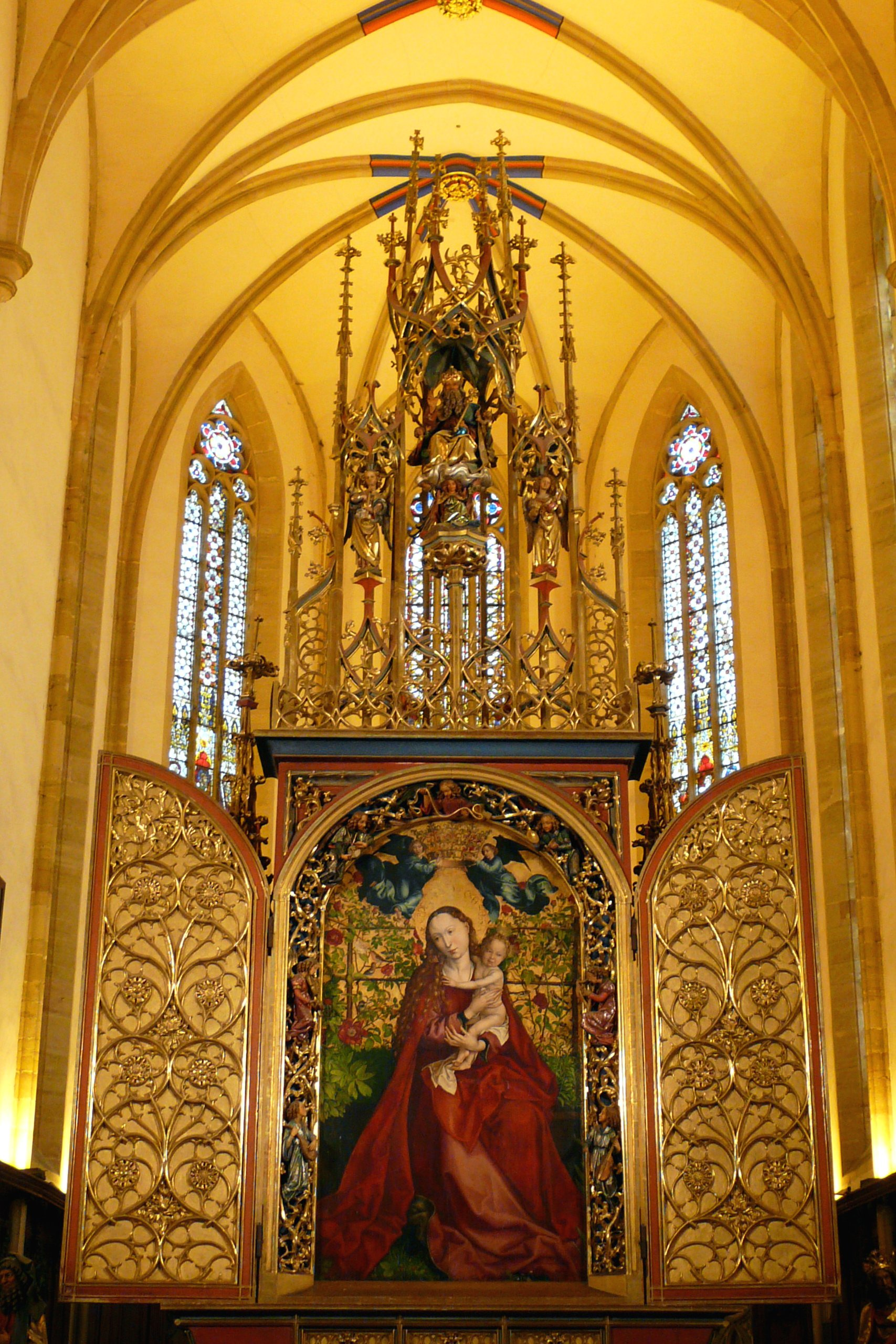
Мадонна в саду троянд, церква домініканців.

## Картини

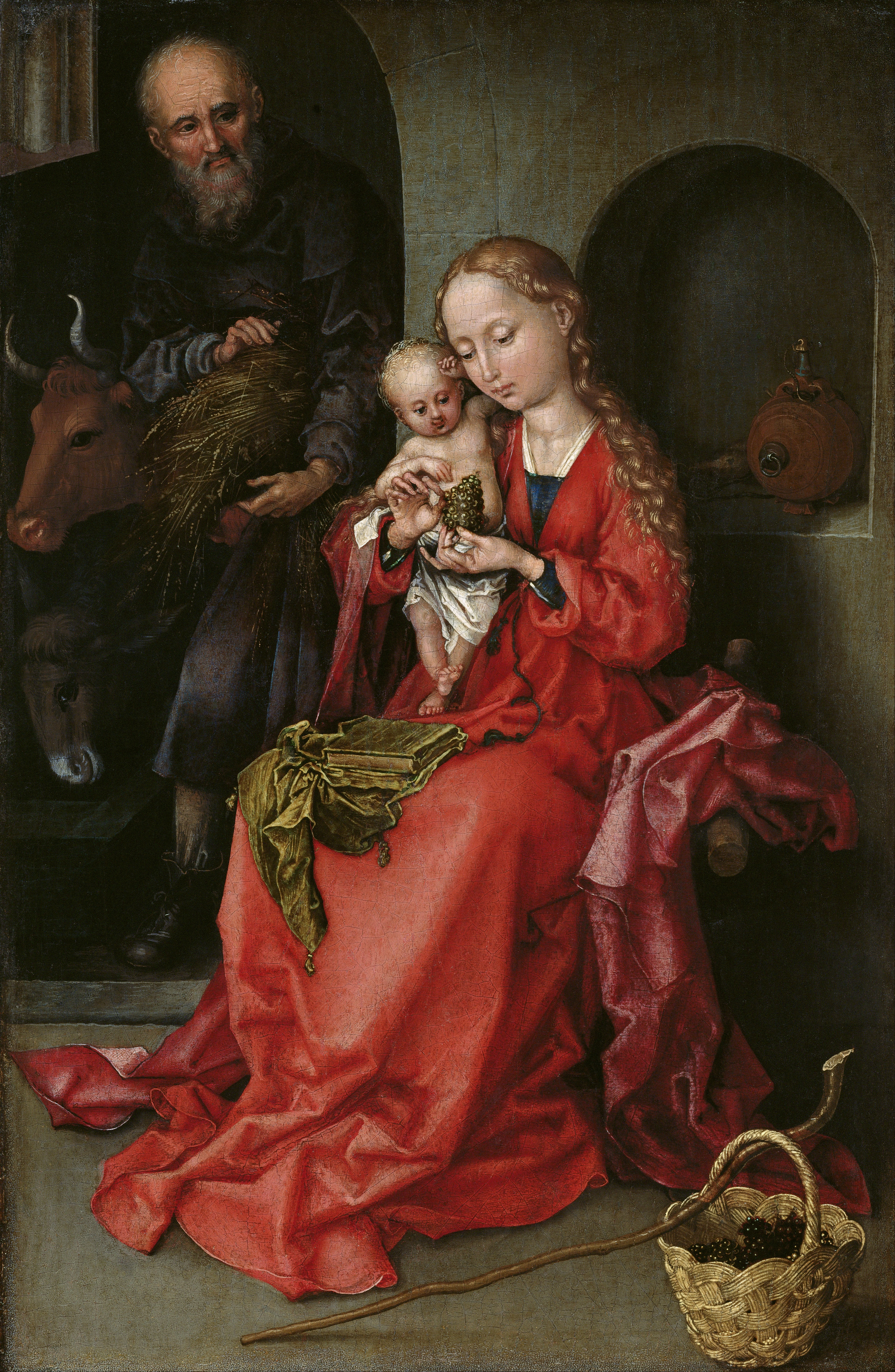
«Св. Сімейство», бл. 1480/90.Музей історії мистецтв, Відень

Ті декілька картин, що збереглися до XXI століття, мало що прояснюють у життєписі Шонгауера. Він брався за традиційні сюжети і майже традиційно їх вирішував. За близькість художньої манери до творів майстрів Фландрії в Італії Шонгауера прозивали Прекрасний Мартін або Мартін Антверпенський (тобто фламандський). Гравюри Шонгауера знав Джорджо Вазарі. Він розповідав, що одну з гравюр німецького майстра вивчав і копіював сам Мікеланджело.
Вівтарна картина «Мадонна в рожевій альтанці» (1473, Кольмар, церква св. Мартіна) написана на поширену тему в німецькому живописі того часу. Альтанка із троянд була звичним на той час символом раю. У художника цей символ, так само як і образ Діви Марії, сповнений земної краси. Ще більший приклад реального буття у невеликих домашніх вівтарях: «Св. Сімейство» (бл. 1475—1480, Відень, Музей історії мистецтва), «Поклоніння пастухів» (бл. 1480, Берлін, Державні музеї). У сюжетах цих творів більшу роль відіграють мотиви навколишнього життя — натюрморт, пейзаж і зображення тварин.
Слід визначити, що в картинах і гравюрах Шонгауера є домішки пізньої готики. Але вони позбавлені надмірної трагічності, що притаманна всім картинам уславленого Грюневальда.

## Офорти Шонгауера

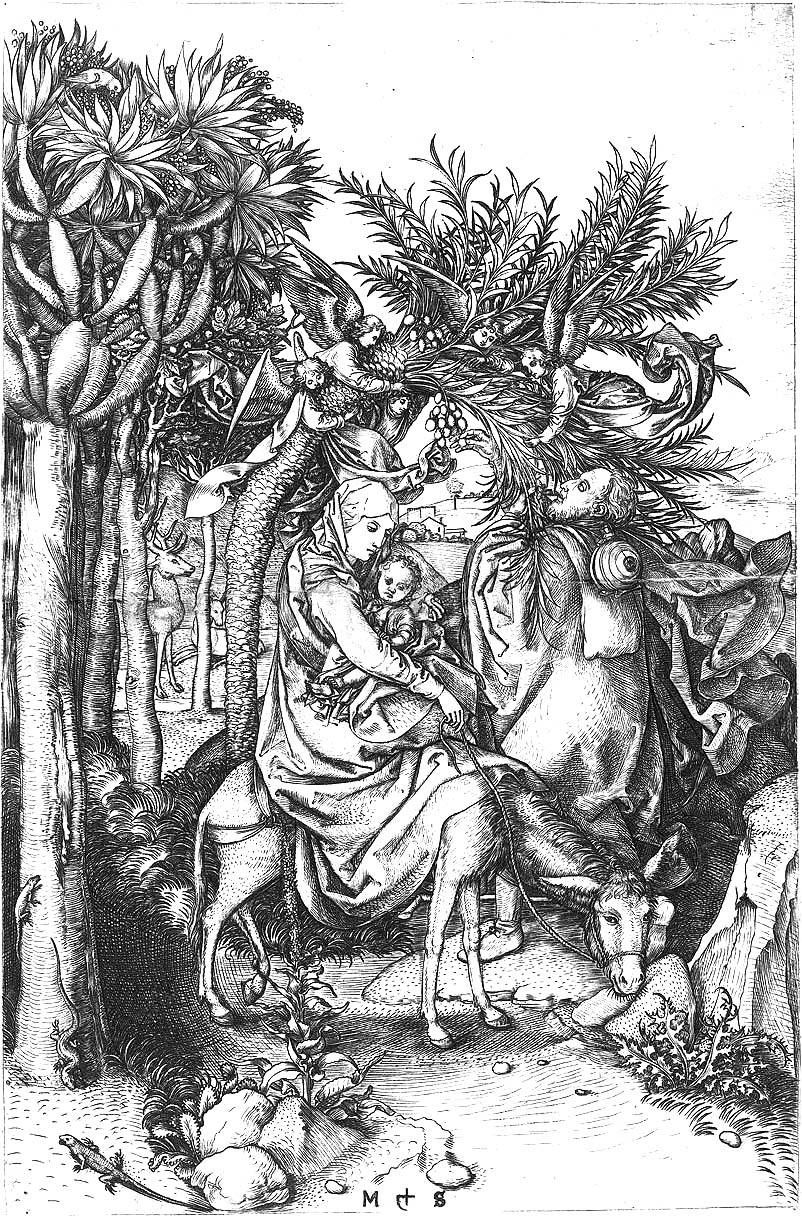
Свята родина на шляху до Єгипту.
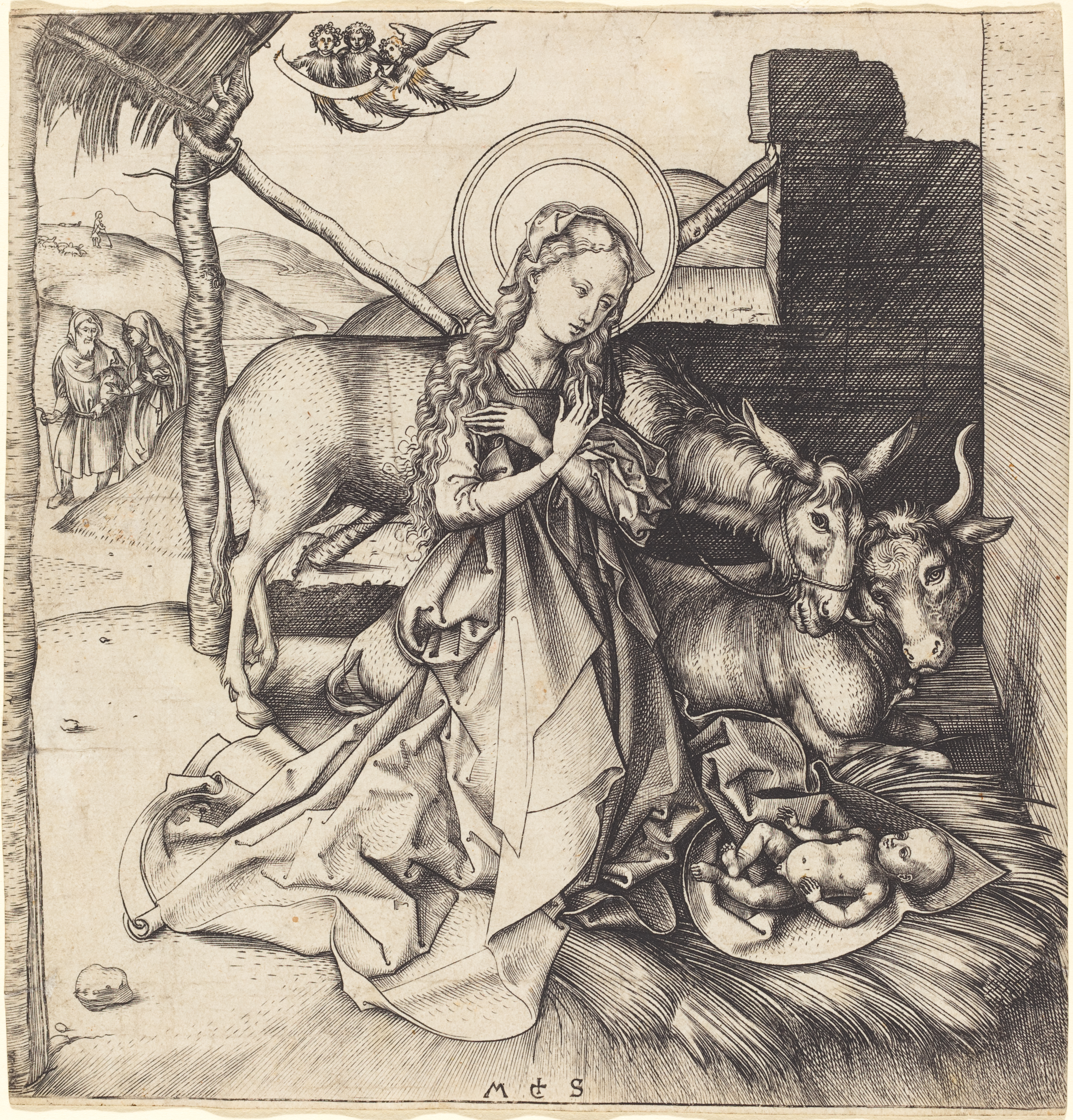
Поклоніння немовляті Христу.
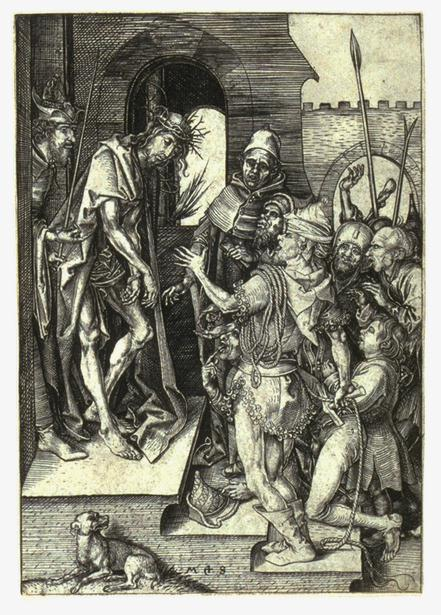
Се людина.Христос перед натовпом .
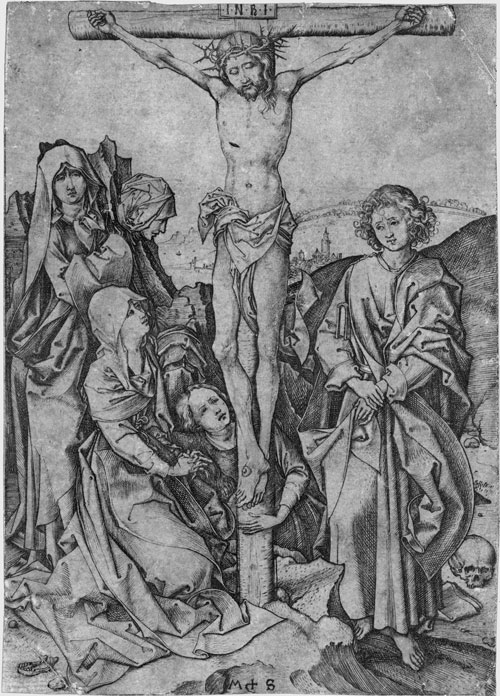
Голгофа.

## Посмертна слава
Більш обдаровані і уславлені майстри і Німеччини, і Іспанії, і Франції затьмарили творчість Шонгауера. Гіпноз імені Дюрера творить хибну уяву, що Німеччина дала тільки одного надзвичайно талановитого майстра. Дюрер вдало повернув вектор німецького мистецтва в бік Італії, батьківщини мистецтв. Історія залишила нам загадку, як би оцінювали творчість Шонгауера, переберись він в Венецію, як Дюрер, яким шляхом пішов би його розвиток як митця.
У XIX столітті скульптуру земляка з Кольмара, художника Шонгауера, створив уславлений скульптор Фредерік Бартольді. Молодий і привабливий Шонгауер, гармонійний і щиро заглиблений в свої думи, навряд чи був таким насправді. Але майстер заслуговує і на повагу нащадків, і на монумент у Кольмарі.